# Kinematografia indyjska

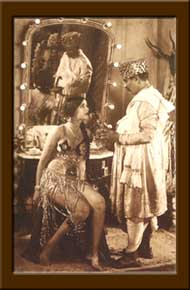
Zubeida, aktorka epoki niemego kina indyjskiego (lata 20.)

Kino indyjskie – całość produkcji kinematograficznej na obszarze Indii. Obejmuje filmy zarówno w języku hindi (Bollywood), jak i w innych językach indyjskich: tamilskim (Kollywood), telugu (Tollywood), malajalam (Mollywood), bengalskim, kannada itd. Łączna produkcja filmów pełnometrażowych w różnych językach przekracza tysiąc filmów rocznie, co sprawia, że Indie są krajem produkującym najwięcej filmów na świecie.

## Historia
Filmy braci Lumière pokazano w Bombaju już w roku 1896. Wkrótce potem pojawiły się pierwsze krótkie filmy indyjskie: The Flower of Persia Hiralala Sena (1898). Pierwszy niemy pełnometrażowy film Raja Harishchandra (1913) z napisami w języku marathi nakręcił natomiast Dadasaheb Phalke. W 1931 roku Ardeshir Irani wypuścił pierwszy film dźwiękowy Alam Ara.